# Tsuyoshi Ogata
Tsuyoshi Ogata, född 11 maj 1973, är en japansk friidrottare (maraton).
Ogata blev 12:a på maratonloppet vid VM 2003 i Paris. Två år senare stod han på prispallen som bronsmedaljör. Ogatas personliga rekord på maraton kom vid en tävling 2003 i japanska Fukuoka där han noterade 2:08.37.